# Benbowia septentrionalis
Benbowia septentrionalis är en fjärilsart som beskrevs av Alexander Schintlmeister 1993. Benbowia septentrionalis ingår i släktet Benbowia och familjen tandspinnare. Inga underarter finns listade i Catalogue of Life.